# غلامرضا فرزین
غلامرضا فرزین (زاده ۸ دی ۱۳۲۶ در تهران) سرتیپ دوم و استاد خلبان بالگرد تهاجمی بل ای‌اچ-۱ کبرا و سوپرکبرا هوانیروز ارتش جمهوری اسلامی ایران، رئیس ایمنی پرواز و معاون هوانیروز ارتش و پیش تر فرمانده پایگاه یکم رزمی هوانیروز در زمان جنگ ایران و عراق بوده‌است. معاون سازمان آتش‌نشانی و خدمات ایمنی شهرداری تهران، معاون شرکت پشتیبانی و نوسازی هلیکوپترهای ایران «پنها» و کارشناس بررسی سوانح سازمان هواپیمایی کشوری ایران از سوابق خدماتی و غیرنظامی وی برشمرده می‌شود. و همچنین طراح و مجری بیشتر جایگاه‌های فرود هلیکوپتر بر روی سکوهای نفتی کشور و مراکز علوم پزشکی بوده‌است.
او هم‌اکنون به عنوان کارشناس و مدرس ایمنی هوانوردی، مدیر ایمنی آوا سلامت، مجری یکپارچه اورژانس هوایی ایران است که به عنوان زیرساخت و بازوی هوانوردی وزارت بهداشت، درمان و آموزش پزشکی و سازمان اورژانس تشکیل شد.

## زندگی
غلامرضا فرزین در سال ۱۳۴۵ و همزمان با منصور ستاری و محمود خضرایی وارد دانشکده افسری ارتش شد و ۳ سال بعد با درجه ستوان دومی به عنوان دانشجوی نفر اول دوره در رسته مخابرات فارغ‌التحصیل شد. وی سپس وارد هوانیروز شد و جهت آموزش خلبانی هلیکوپتر به کشورهای ایتالیا و ایالات متحده آمریکا اعزام شد. وی دوره استاد خلبانی را در ایتالیا و دوره مدیریت ایمنی پرواز را نیز در مرکز فورت راکر، آلاباما هوانیروز ارتش ایالات متحده آمریکا با موفقیت سپری کرد.
پس از پیروزی انقلاب اسلامی ایران به کرمانشاه منتقل شد و در مدت زمان جنگ ایران و عراق به عنوان رئیس گروه پروازی، معاون پایگاه و سپس فرمانده پایگاه یکم رزمی هوانیروز در کرمانشاه خدمت کرد. پایگاه یکم رزمی هوانیروز کرمانشاه با توجه به موقعیت استراتژیک، نقش مهمی در بسیاری از علمیات‌های هوایی و پشتیبانی از علمیات‌های زمینی ارتش در غرب کشور ایفا می‌کرد. خلبانانی همچون احمد کشوری و علی اکبر شیرودی از خلبانانی بودند که زیر نظر او در پایگاه یکم هوانیروز در کرمانشاه خدمت می‌کردند.
فرزین پس از بازنشستگی مدتی به عنوان معاون رئیس سازمان آتش‌نشانی و خدمات ایمنی شهرداری تهران فعالیت کرد و سپس به پیشنهاد سرتیپ احمد دادبین – فرمانده سابق نیروی زمینی ارتش و مدیرعامل وقت پنها - به شرکت پشتیبانی و نوسازی هلیکوپترهای ایران رفت و به عنوان معاون «پنها» در عملیات و ایمنی فعالیت کرد. وی همچنین مدتی به عنوان معاون مدیرعامل و مدیر ایمنی در سازمان خدمات هلیکوپتری ایران «ساخه» - متعلق به وزارت نفت - فعالیت کرده‌است.
غلامرضا فرزین استاد خلبان هلیکوپترهای کبری، بل ۲۰۵ و ۲۰۶، کارشناس ارشد ایمنی هوانوردی و کارشناس ریاضی کاربردی است و همچنین به عنوان کارشناس بررسی سوانح همواره با سازمان هواپیمایی کشوری همکاری کرده و در تمام این سالها به عنوان مدرس ایمنی هوانوردی در دوره‌های مختلف آموزشی برای خلبانان، مهندسین پرواز و مسئولین سکوهای نفتی حضور داشته‌است.

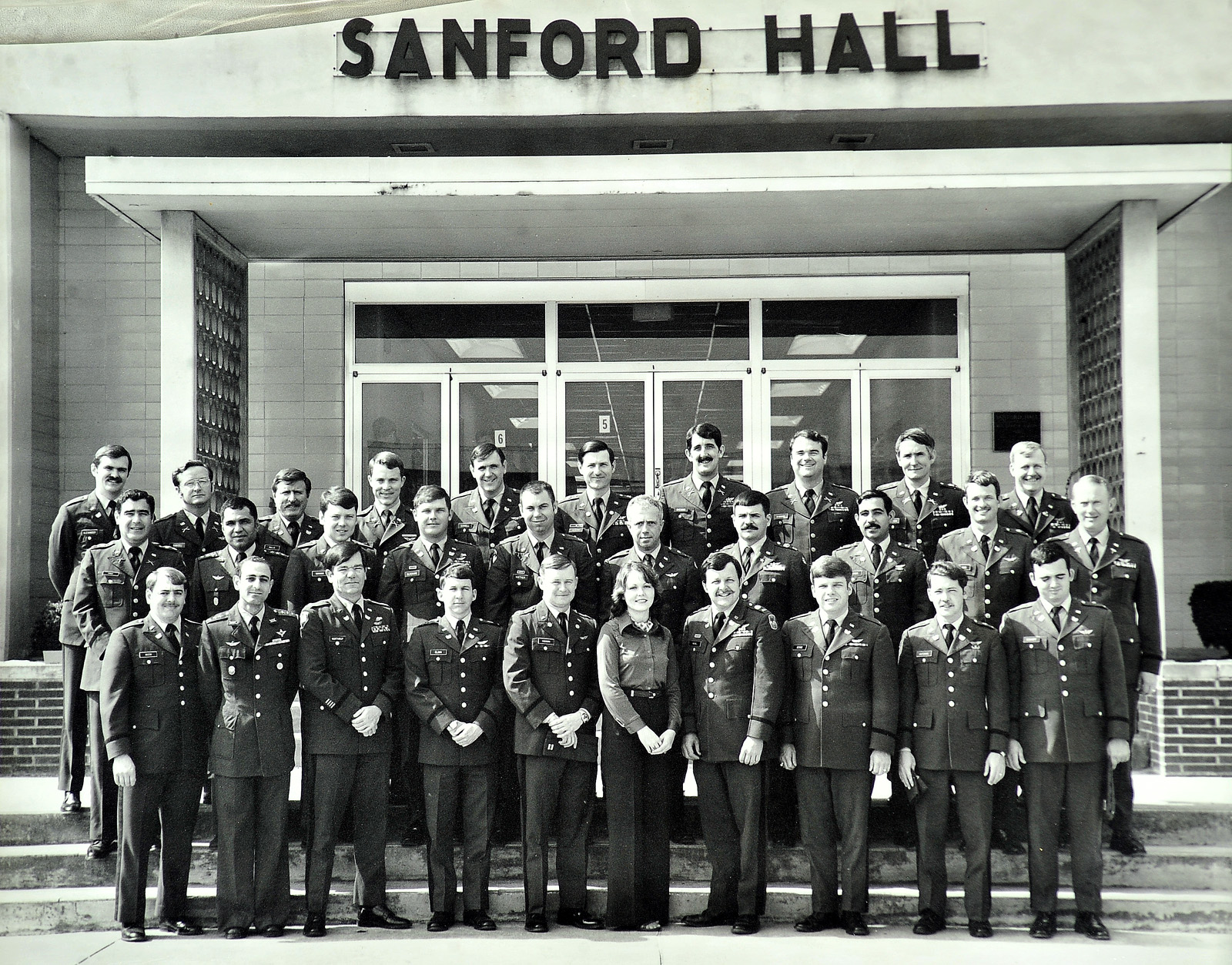
سرتیپ خلبان غلامرضا فرزین در مرکز آموزش هوانیروز ایالات متحده آمریکا، نفر دوم ایستاده از چپ ردیف پایین

## جنگ ایران و عراق
غلامرضا فرزین در زمان آغاز جنگ ایران و عراق مدتی با درجه سروانی در اصفهان به عنوان معاون گردان و سرپرست «گردان تک» و مدتی نیز رئیس عملیات گردان سوم «تک» بود است. «گردان تک» در هوانیروز گردانی است که مسوولیت هلی‌کوپترهای بل ای‌اچ-۱ کبرا ۲۰۶ و ۲۰۵ را دارد.
وی در «گردان تک» رئیس رکن سوم بوده و بعد از مدتی معاون گردان تک در اصفهان شده‌است. به این دلیل که در دوره قبل از انقلاب مدتی برای گذراندن دوره ایمنی پرواز به آمریکا اعزام و آموزش‌های لازم را کسب می‌کند. پس از پیروزی انقلاب اسلامی، رئیس ایمنی پرواز پایگاه اصفهان بوده و سپس به کرمانشاه منتقل و در آنجا به عنوان رئیس پرواز و سپس فرمانده پادگان هوانیروز خدمت کرده‌است. او همچنین چندین بار به عنوان خلبان، علی صیاد شیرازی را جهت انجام شناسایی و طراحی عملیات‌های جنگ همراهی کرده‌است.

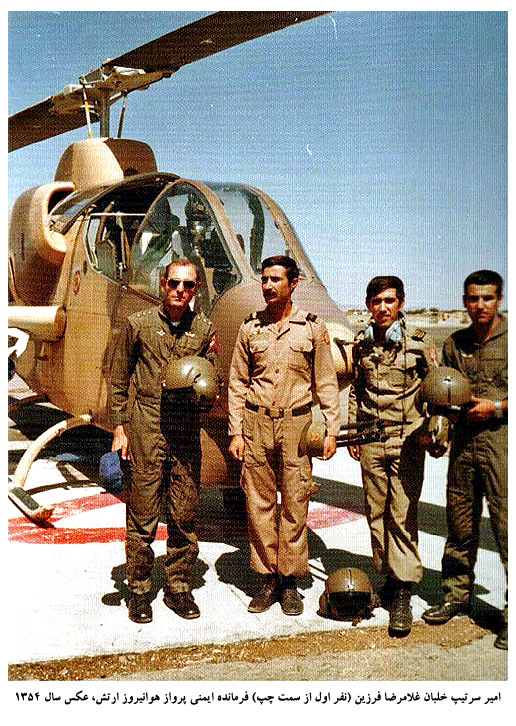
سرتیپ خلبان غلامرضا فرزین در دوران سروانی در پایگاه هوانیروز اصفهان سال ۱۳۵۴

غلامرضا فرزین پس از پایان جنگ به ستاد فرماندهی هوانیروز در تهران منتقل شد و پس از ترفیع به درجه سرتیپ دومی و با توجه به تخصص اش به عنوان رئیس ایمنی پرواز و معاون فرمانده هوانیروز ارتش انتخاب شد. وی پس از ۳۰ سال خدمت در ارتش کشور در سال ۱۳۷۵ بازنشسته شد.
غلامرضا فرزین دربارهٔ ثبت تجربیات این جنگ برای استفاده نسل‌های بعدی گفته‌است «ارتش می‌توانست فعالیت‌های هوانیروز را ثبت و برای نسل جوان نگه دارد زیرا بسیاری از فعالیت‌ها و زحمات نیروهای ارتشی ثبت نشده‌است. سپاه از همان اولین جلسه برای برنامه‌ریزی‌های طراحی عملیات‌ها، دوربین و ضبط را به همراه داشت ولی در ارتش این‌گونه نبود و شاید از این بابت ارتش خیلی ضرر کرد. ای کاش ارتش هم مانند سپاه به ثبت و ضبط فعالیت‌ها می‌پرداخت تا برای نسل جوان و آینده که در بطن واقعه نبوده‌اند تجربه ارزنده‌ای باشد.»

## تألیف
از حدود سال ۱۳۸۸ خبرها حاکی از این بود که غلامرضا فرزین در حال تدوین کتاب «تاکتیک‌های پرواز با هلی‌کوپتر در مناطق جنگی» برگرفته از تجربیات خلبانان هوانیروز در دوران جنگ ایران و عراق است. وی در ۲۱ آذر ۱۳۸۹ گفته بود: دربارهٔ تدوین و نوشتن این کتاب با، جانشین هوانیروز صحبت شده و قرار است ملاقات‌های بیشتری بین ما انجام شود تا این کتاب به انتشار برسد. کتابی که به گفتهٔ او «این کتاب به تهدیدات خلبانان هلی‌کوپتر و وسیله پرنده‌شان در جنگ‌های منظم و غیر منظم (چریکی) می‌پردازد و نحوه مقابله با تهدیدات سلاح‌های سبک و جنگنده‌های دشمن را با توجه به تجربیات جنگ هشت ساله ایران و عراق و همچنین علم روز را در بر می‌گیرد.»
در ۲۷ فروردین ۱۳۹۹غلامرضا فرزین، در گفت و گو با خبرنگار تسنیم اظهار داشت: کار تألیف و تدوین کتاب «تاکتیک‌های رزم با بالگرد در مناطق جنگی» پس از حدود یک دهه به پایان رسیده و ان‌شاءالله پس از هماهنگی با امیر فرماندهی محترم هوانیروز ارتش، این کتاب جهت استفاده خلبانان جنگنده منتشر شده و در اختیارشان قرار خواهد گرفت.
وی همچنین در طول خدمت در جایگاه ریاست ایمنی پرواز، با تألیف، تدوین و ترجمه کتب و جزوات مختلف آموزشی با استفاده از تجارب شخصی و بهره‌گیری از منابع معتبر خارجی نقش مهمی در آموزش خلبانان و افسران فنی هوانیروز در به روز رسانی علم آنان و کاهش سوانح داشته‌است که بسیاری از این منابع آموزشی همچنان در هوانیروز مورد استفاده قرار می‌گیرند.

## جایزه‌ها و نشان‌های افتخار
این بخش شامل نشان‌ها و جایزه‌های رسمی فرزین است که بر روی لباس همسان او نصب می‌شود ولی جایزه‌های غیرنظامی و غیررسمی را دربر نخواهد گرفت.

### آرم‌ها
| - خلبان هوانیروز درجه ۱ - خلبان هلیکوپتر بل ۲۰۶ هوانیروز - خلبان هلیکوپتر بل ۲۰۴/۲۰۵ - خلبان هلیکوپتر کبرا هوانیروز - چتربازی درجه ۳ - افسر ایمنی پرواز هوانیروز ارتش - دانشگاه افسری - آجا |

### نوار نشان‌ها
|  |  |  |
|  |  |  |
|  |  |  |

### نام نشان‌ها
|                        |              |                        |
| نشان ورزش              | نشان جهاد    |                        |
| دوره عالی              | نشان ایثار   | نشان دانش              |
| دوره دوم دانشگاه افسری | دوره مقدماتی | دوره سوم دانشگاه افسری |